# Gui Boratto
Pour les articles homonymes, voir Boratto.
Gui Boratto, né Guilherme Boratto en 1974 à São Paulo, est un compositeur, DJ et producteur brésilien.

## Biographie
Ses premières influences furent le rock, puis par l'intermédiaire de son frère, Tchorta Boratto, il découvre la techno de Détroit et l'acid house vers la fin des années 1980. Au début des années 1990, il travaille dans une agence de publicité au Brésil en tant que compositeur de bandes-son pour des spots publicitaires.
Il monte en 1994 avec son frère Tchorta un groupe de pop, Sect, qui rencontre un certain succès sur le territoire brésilien mais pas au-delà. Ils signent ensuite un contrat avec la maison de disques Paradoxx afin de produire plusieurs groupes de genres bien différents. Leurs productions sont de grandes réussites, et ils montent alors leur propre label, MegaMusic, qui a produit notamment un tube international, Você Me Apareceu de Kaleidoscopo en 2005. Il va ensuite participer au disque de remixes du film La Cité de Dieu.
Gui Boratto fait partie du label allemand Kompakt, basé à Cologne. Gui Boratto est compilé par des DJ internationaux comme M.A.N.D.Y (Fabric 38) ou Marc Romboy.
Il est l'auteur de cinq albums (Chromophobia, Take My Breath Away, III, Abaporu et Pentagram). Abaporu est nommé en hommage au tableau du même nom de la peintre brésilienne Tarsila do Amaral.

## Discographie partielle

### Maxis
- Like You (Kompakt Pop, 2006)
- Sozinho (K2, 2006)
- Speicher 38 (Kompakt Extra, 2006)
- Azzurra (Kompakt, 2010)

### Remixes
- Agoria - Baboul Hair Cuttin (2006)
- Arsenal - Estupendo (2008)
- Pet Shop Boys - Love etc. (2009)
- Massive Attack - Paradise Circus (2009)
- Solee - Impressed (2009)
- Moby - Pale Horses (2010)
- Trentemöller - Sycamore Feeling (2010)
- Marc Romboy & Stephan Bodzin - Atlas (2011)
- Battles - Wall Street (2012)
- Maurice Aymard - Put some for Jules

### Compilations Mixées
- Addicted Vol.2 (Platipus, 2007)
- Gui Boratto - The K2 Chapter (LP)